# 社会主义还是野蛮主义

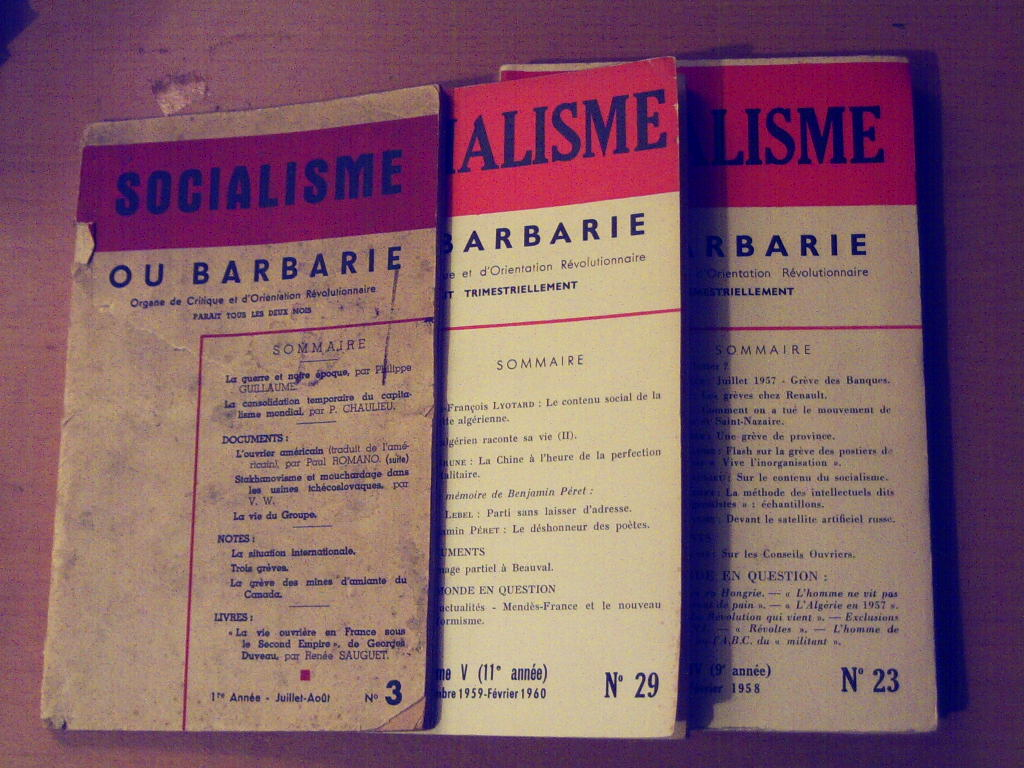
《社会主义还是野蛮主义》刊物

社会主义还是野蛮主义（法語：Socialisme ou Barbarie）是一个曾经存在的法国左翼共产主义和自由意志社會主義团体和同名杂志。
组织采用了“社会主义还是野蛮主义”这个出现于罗莎·卢森堡误引恩格斯的一句语录（实际真正来源可能是考茨基）中的表述作为名字。《社会主义还是野蛮主义》活跃于1948年至1967年。创办人科内利乌斯·卡斯托里亚迪斯和克洛德·勒福尔原先属于托洛茨基主义者和第四国际成员。1948年，他们对托派失望并不再支持。 他们在1949年三月建立《社会主义还是野蛮主义》。卡斯托里亚迪斯后来回忆当年这他们团体和杂志的受众主要是老牌激进左翼人士如博尔迪加主义者、委员会共产主义者以及部分无政府主义者，和一些德国1920年左翼的后裔。
在《社会主义还是野蛮主义》成立时期，在大西洋对面的美国托派中也分裂出有相似之处的约翰逊–弗雷斯特倾向。《社会主义还是野蛮主义》的成员包括知识分子和工人。他们反对和批判列宁和列宁主义，反对苏联以及亲苏的“社会主义阵营”，认为那些马列主义的共产党国家是官僚主义的。卡斯托里亚迪斯认为苏联是全球官僚资本主义的一部分，此观点不仅站在斯大林主义的对立面，也和托派的观点相左。《社会主义还是野蛮主义》支持工人罢工，包括东德六一七事件中的工人。他们认为工人阶级的斗争是社会主义真正的内容，因此团体中的知识分子经常鼓励工人成员汇报工人的生活各个方面情况。
《社会主义还是野蛮主义》不赞成建立作为革命党的共产党来革命，倾向于由工人委员会夺权推翻资本主义。1956年匈牙利革命使《社会主义还是野蛮主义》成员有所增加。
1960年代，卡斯托里亚迪斯逐渐开始批判马克思主义，认为现在马克思主义对革命已经无用。《社会主义还是野蛮主义》于1965出版最后一期，之后组织停顿并在1967年宣布无限期暂停活动。1968年法国暴发五月风暴，卡斯托里亚迪斯试图重建《社会主义还是野蛮主义》，但没有成功。
情境主义国际代表人物居伊·德波曾是《社会主义还是野蛮主义》成员。其他成员包括尚·拉普朗虛，后现代主义代表让-弗朗索瓦·利奥塔等。《社会主义还是野蛮主义》对后来同样源自法国的共产化理论有重大影响。

## 对中华人民共和国和毛泽东的评价
《社会主义还是野蛮主义》认为中华人民共和国和苏联本质相似，都是国家资本主义伪装成社会主义。1967年杂志发表文章分析当时的文化大革命，认为文革是毛泽东和中国共产党的力量为一方，“新阶级”国有企业官僚经营管理者为另一方的斗争，双方本质都是国家资本主义内部的势力只是因为权力纷争产生矛盾。